# توم تشيني
توم تشيني (بالإنجليزية: Tom Cheney)‏ هو لاعب كرة قاعدة أمريكي، ولد في 14 أكتوبر 1934 في مورغان في الولايات المتحدة، وتوفي في 11 يناير 2001 في روما في الولايات المتحدة.

## وصلات خارجية
- توم تشيني على موقعبيزبول رفرنس.كوم (الدوري الرئيسي) (الإنجليزية)
- توم تشيني على موقعبيزبول رفرنس.كوم (الدوري الثانوي) (الإنجليزية)